# December (album des Moody Blues)
Pour les articles homonymes, voir December.
Albums de The Moody Blues
Hall of Fame
(2000) Lovely to See You: Live
(2005)
December est le quinzième album studio des Moody Blues, sorti en 2003. Cet album, sur le thème de Noël, est leur plus récent disque de nouveau matériel et leur deuxième après The Magnificent Moodies à contenir des reprises ainsi que du matériel original. C'est aussi leur premier album après le départ du chanteur et flûtiste Ray Thomas, les Moody Blues sont ainsi réduits à un trio. Parmi les chansons reprises d'autres artistes, on retrouve Happy Xmas (War Is Over) de John Lennon et Yoko Ono, ainsi que White Christmas d'Irving Berlin datant de 1941.

## Titres
| No  | Titre                                        | Auteur                           | Durée |
| --- | -------------------------------------------- | -------------------------------- | ----- |
| 1.  | Don't Need a Reindeer                        | Justin Hayward                   | 3:59  |
| 2.  | December Snow                                | Hayward                          | 5:11  |
| 3.  | In the Quiet of Christmas Morning (Bach 147) | Bach, Hayward, John Lodge        | 2:51  |
| 4.  | On This Christmas Day                        | Lodge                            | 3:40  |
| 5.  | Happy Xmas (War Is Over)                     | John Lennon, Yoko Ono            | 2:37  |
| 6.  | A Winter's Tale                              | Mike Batt, Tim Rice              | 4:28  |
| 7.  | The Spirit of Christmas                      | Lodge                            | 4:52  |
| 8.  | Yes I Believe                                | Hayward                          | 4:21  |
| 9.  | When a Child Is Born                         | Antonio Zacara da Teramo         | 3:34  |
| 10. | White Christmas                              | Irving Berlin                    | 3:08  |
| 11. | In the Bleak Midwinter                       | Gustav Holst, Christina Rossetti | 3:21  |

## Musiciens
- Justin Hayward : chant, guitare
- John Lodge : chant, basse
- Graeme Edge : batterie, percussions

## Musiciens additionnels
- Danilo Madonia : claviers, séquenceur, orchestrations
- Norda Mullen : flûte